# کوروریپ
کوروریپ (به پرتغالی: Coruripe) یک منطقهٔ مسکونی در برزیل است که در آلاگواس واقع شده‌است. کوروریپ ۹۱۲٫۷۱۶ کیلومتر مربع مساحت و ۵۷٬۲۹۴ نفر جمعیت دارد و ۱۶ متر بالاتر از سطح دریا واقع شده‌است.